# Anatolij Piskulin
Anatolij Piskulin (1º dicembre 1952) è un ex triplista sovietico, attivo negli anni settanta.

## Biografia
In carriera vinse la medaglia d'argento alle Universiadi del 1975 e quella d'oro nell'edizione del 1977. Nello stesso anno fu selezionato a rappresentare l'Europa nella prima edizione della Coppa del mondo, giungendo secondo. Nel 1978 divenne campione europeo indoor e vinse un bronzo ai campionati europei assoluti. Nel 1979 un'altra medaglia, questa volta d'argento, agli Europei indoor.

## Palmarès
| Anno | Manifestazione | Sede   | Evento       | Risultato | Prestazione | Note |
| ---- | -------------- | ------ | ------------ | --------- | ----------- | ---- |
| 1975 | Universiadi    | Roma   | Salto triplo | Argento   | 16,52 m     |      |
| 1977 | Universiadi    | Sofia  | Salto triplo | Oro       | 17,30 m     | w    |
| 1978 | Europei indoor | Milano | Salto triplo | Oro       | 16,82 m     |      |
| 1978 | Europei        | Praga  | Salto triplo | Bronzo    | 16,87 m     |      |
| 1979 | Europei indoor | Vienna | Salto triplo | Argento   | 16,97 m     |      |

## Altre competizioni internazionali
1977
- Argento in Coppa del mondo ( Düsseldorf), salto triplo - 16,61 m